# 이항로 선생 생가
이항로 선생 생가(李恒老 先生 生家)는 대한민국 경기도 양평군 서종면에 있는, 조선시대 이항로 선생의 생가이다.
1980년 6월 2일 경기도의 유형문화재 제105호로 지정되었다.

## 개요
이항로 선생 고택은 선생의 아버지 대에 지은 집으로 약 200여 년이 되었으며, 선생이 태어나서 일생을 보낸 곳으로 최익현·홍재학 등 많은 선비들이 선생의 가르침을 받던 곳이다.
이항로는 순종 8년(1808)에 과거에 합격했으나 포기하고 학문과 제자 양성에만 전념하였다. 고종 3년(1866)에 병인양요가 일어나자 흥선대원군에게 전쟁으로 맞설 것을 건의하기도 하였다. 그는 주리철학을 재건한 사람 중의 하나로 조선 말기 위정척사론의 사상적 기초를 형성하였다.
건물은 바깥주인이 거처하며 손님을 접대하던 사랑채와 대문간에 붙어있는 집으로 주로 하인들이 머물던 행랑채가 있다. 또한 집의 안쪽에 있으며 ㄱ자형으로 이루어져 있는 안채가 있어서 전형적인 사대부가의 공간구성을 따르고 있다.

## 같이 보기
- 이항로

## 참고 자료
- 이항로선생생가 - 국가유산청 국가유산포털